# Kalifornischer Goldrausch

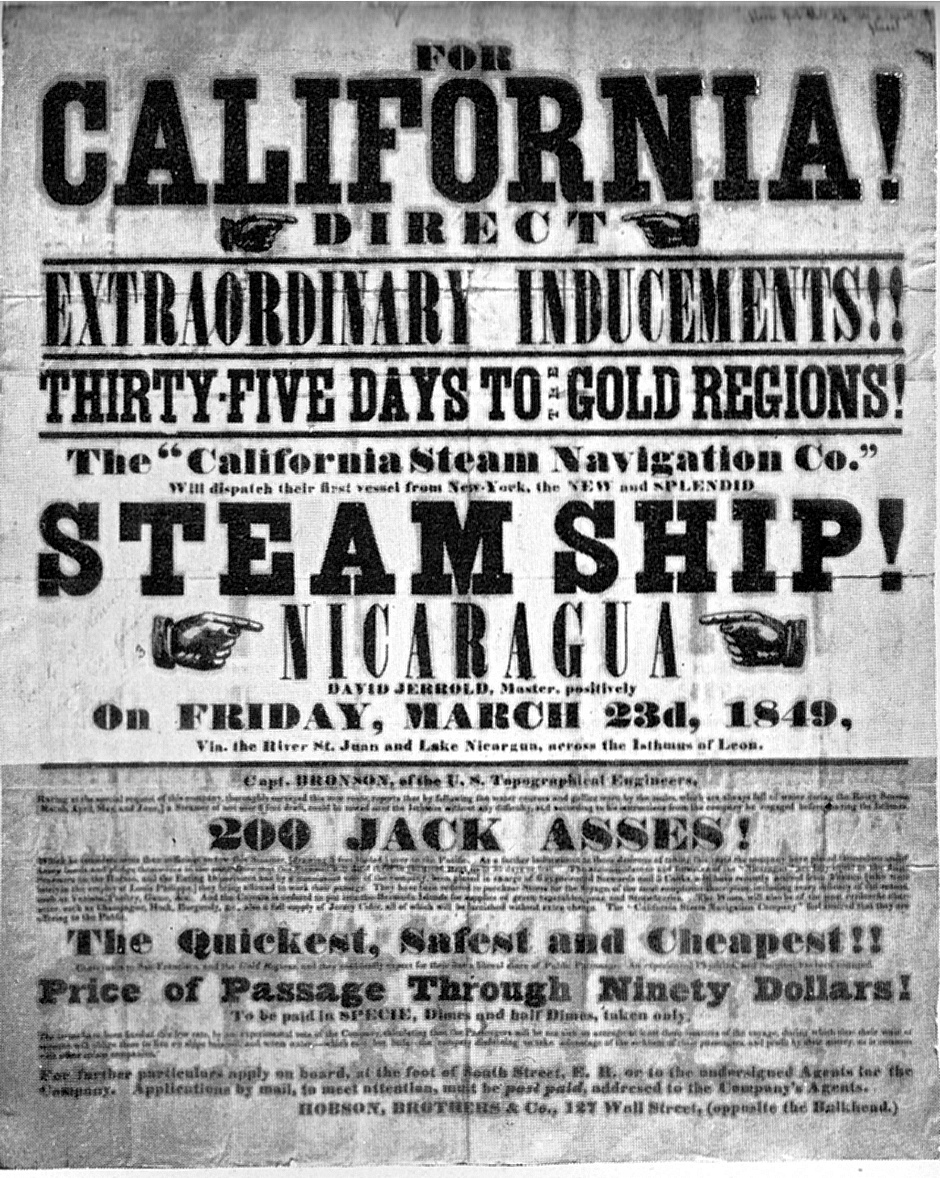
Werbe-Plakat aus dem Jahr 1849 für Schiffspassagen nach Kalifornien zum Goldrausch

Während des kalifornischen Goldrauschs von 1848 bis 1854 suchten Tausende ihr Glück als Goldgräber in Kalifornien. Am 24. Januar 1848 entdeckte James W. Marshall das erste Goldnugget bei Sutter’s Mill. Der Goldfund wurde öffentlich und führte zu einer massiven Zuwanderung. San Francisco wuchs rapide, und viele Unternehmen und Schiffe blieben mangels Arbeitskräften verlassen zurück. Nur wenige Goldgräber wurden reich; am meisten verdienten Händler und Kaufleute. Die Indianerpopulation schrumpfte drastisch durch Krankheiten und Gewalt. Kalifornien wurde 1850 der 31. Staat der USA. Ab 1854 wurde der Goldabbau industriell betrieben. Aus dem kalifornischen Goldrausch leitet sich auch der offizielle Beiname Kaliforniens Golden State ab.

## Verlauf
Am 24. Januar 1848 entdeckte James W. Marshall in der Nähe von Coloma bei Sutter’s Mill, dem Bauplatz für ein Sägewerk auf der Ranch Neu-Helvetien des Schweizers Johann August Sutter, das erste Goldnugget. Da die Arbeiter der Ranch trotz der entsprechenden Anweisung Sutters den Fund weitererzählten, begaben sich anschließend die ersten Kalifornier zu den Goldfeldern. Die Presse in San Francisco berichtete im März 1848 und der New York Herald erst am 19. August über die Goldfunde.
Die großen Siedlerströme löste eine Ansprache von Präsident James K. Polk vor dem Kongress im Dezember 1848 aus: Er nutzte die Situation, um den 1846/47 geführten amerikanisch-mexikanischen Krieg um Kalifornien zu rechtfertigen. Damit waren die Goldfunde in Kalifornien offiziell bestätigt, und ein Goldrausch entwickelte sich.
In der Folge zogen in den nächsten Jahren mehrere hunderttausend Menschen nach Kalifornien, um ihr Glück zu suchen. Zwischen Januar 1848 und Dezember 1849 wuchs San Francisco von 1.000 auf 25.000 Einwohner an. Die Abwanderung in anderen Landesteilen hatte zum Teil Auswirkungen auf die dortigen Unternehmen: Eine kalifornische Zeitung musste ihr Erscheinen einstellen, weil sie keine Arbeiter mehr hatte; Dutzende Schiffe blieben vor San Francisco liegen, weil die Matrosen direkt nach der Ankunft zu den Goldfeldern zogen.

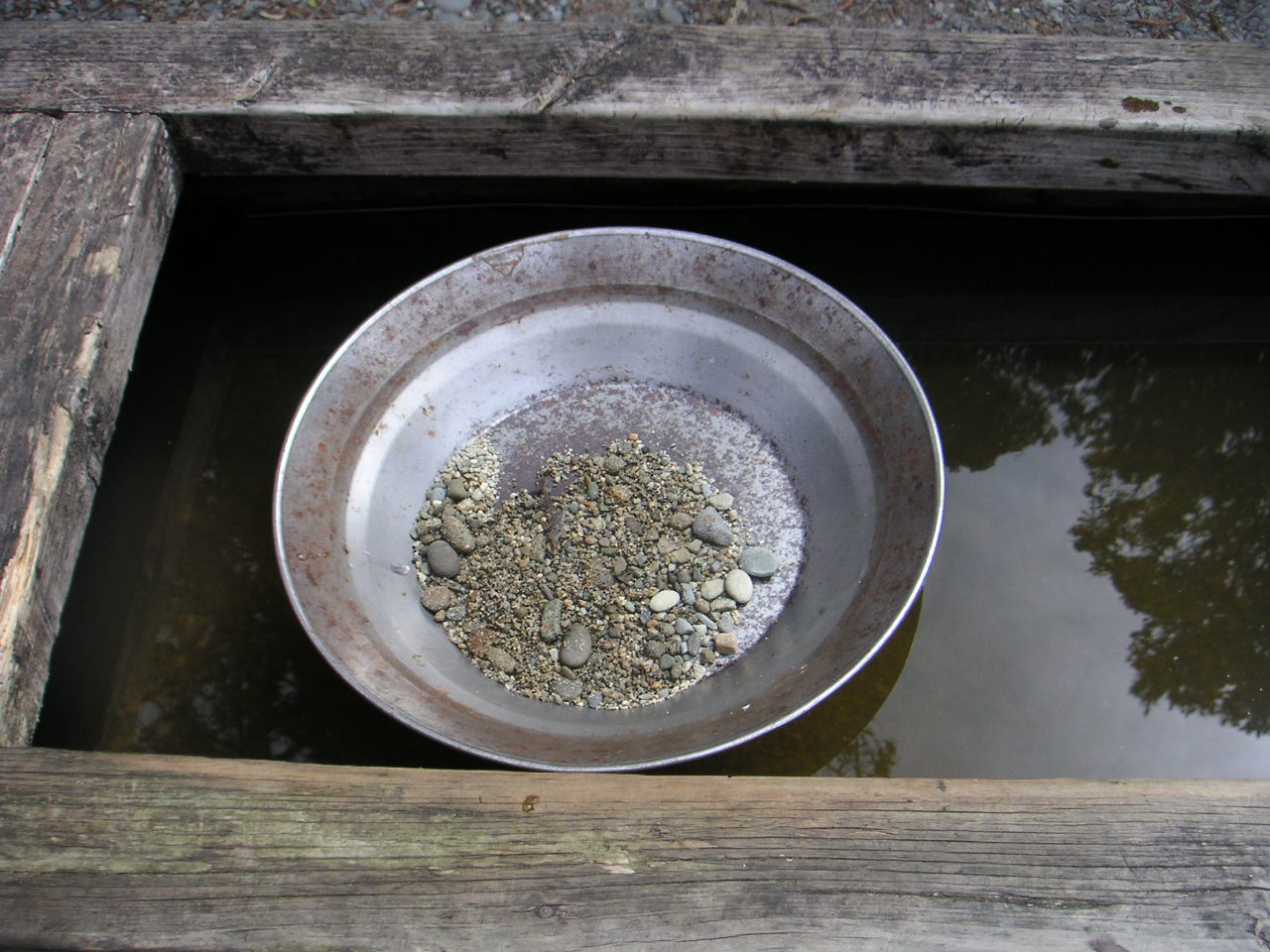
Traditionelle Pfanne zum Goldwaschen

Nur wenige Goldgräber wurden wirklich reich, und einige, die wirklich Gold fanden, verspielten es oder mussten für einfache Güter hohe Preise zahlen. So kostete 1849 ein Ei einen Dollar, alte Zeitungen konnten für 10 Dollar pro Stück verkauft werden und Geld wurde mit einem Zinssatz von fünf Prozent pro Woche verliehen. Händler und Kaufleute gehörten daher zu den Gewinnern des Goldrauschs, zum Beispiel Levi Strauss.
Die unkontrollierte Zuwanderung von Menschen verursachte mehrere Probleme: Von 1849 bis 1851 brannte San Francisco sechsmal. Aus Mangel an Hygiene breiteten sich Flöhe und Ratten aus; im Herbst 1849 brach eine Choleraepidemie aus.
Zu Beginn der spanischen Mission (1769) wurde die indianische Bevölkerung Kaliforniens auf rund 310.000 geschätzt. Am Ende der mexikanischen Zeit, vor dem Goldrausch, lebten noch etwa 150.000 Indianer auf dem Gebiet des späteren Bundesstaates. Bis 1870 waren noch 31.000 übrig geblieben, in hundert Jahren schrumpfte die indianische Bevölkerung also auf ein Zehntel. Im Gegensatz dazu stand die Entwicklung bei den europäisch-stämmigen Bewohnern: Für 1850 registrierte die US-Verwaltung eine Gesamtbevölkerung von Kalifornien von ca. 92.000, die bis 1870 auf ca. 560.000 Einwohner anstieg. Über 60 Prozent der Indianer waren an Krankheiten gestorben, die Goldsucher mitgebracht hatten. Indianer wurden von ihrem Land vertrieben und massakriert. Auf ihre Skalps wurden Prämien ausgesetzt, ihre Kinder wie Sklaven verkauft. Bei der Gewinnung von Gold wurden über 7.000 Tonnen Quecksilber freigesetzt, die Flüsse und Seen vergifteten.

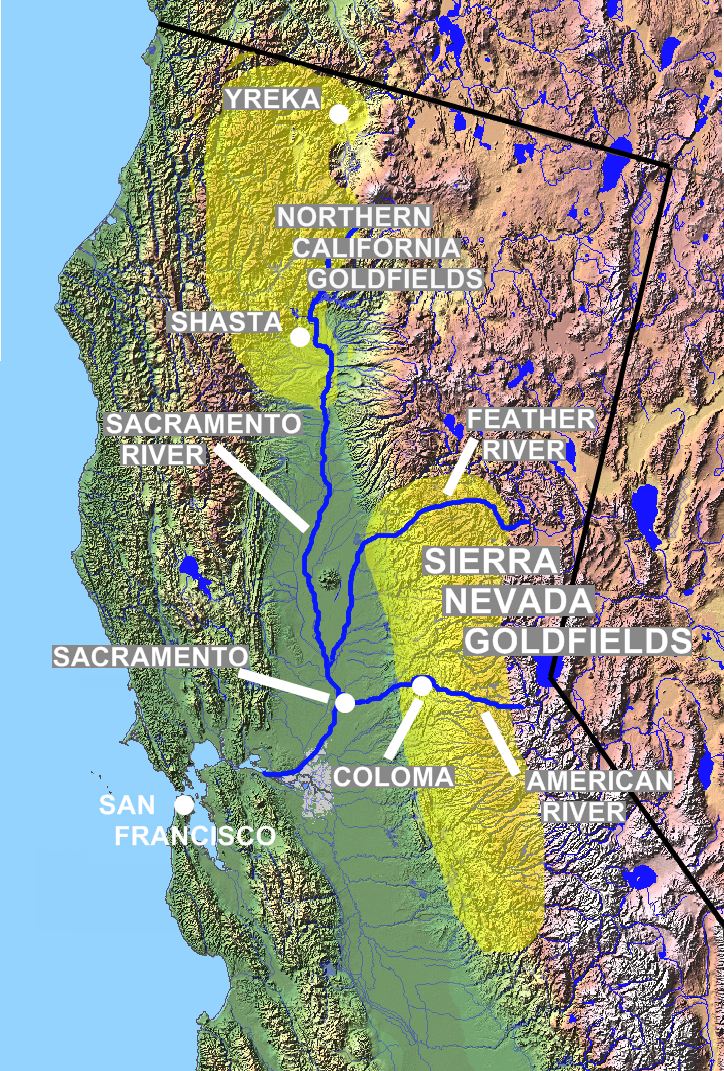
Kalifornische Goldfelder

Durch seinen Reichtum und wegen seiner gewachsenen Bevölkerung wurde Kalifornien am 9. September 1850 als 31. Staat in die Union (USA) aufgenommen.
Ab 1854 wurde der Goldabbau industriell betrieben, womit die Zeit der privaten Goldgräber vorbei war.
Weder Sutter noch Marshall konnten vom Gold profitieren: Marshall starb mittellos, Sutter verlor den größten Teil seines Besitzes (rund 200 km² oder 0,5 Promille Kaliforniens).

## TV-Dokumentation
- Der Goldrausch. Die Schlüsselperiode der Geschichte der USA (Originaltitel: The American Experience. The Gold Rush), 52 Minuten, USA 2006. Produzenten: Randall MacLowry, Laura Longsworth. Regie: Randall MacLowry. In der Reihe „American Experience“. Erstausstrahlung: arte, 29. September 2012.